# 에른스트 아우구스트 폰 하노버 (1954년)
에른스트 아우구스트 폰 하노버(독일어: Ernst August von Hannover, 1954년 2월 26일 ~ )는 하노버 왕가의 수장으로, 1901년까지 그레이트브리튼 아일랜드 왕국, 1866년까지 하노버 왕국, 1913년부터 1918년까지 브런즈윅 공국을 통치했다. 그는 모나코 공녀 카롤린의 남편으로서 모나코 공 알베르 2세의 매형이다.